# Кириллов, Иосиф Константинович
Иосиф Константинович Кириллов (15 марта 1905, с. Палатово, Воронежская губерния — 22 декабря 1993, Москва) — советский военачальник, генерал-майор (1944), участник боев на КВЖД и Великой Отечественной войны командир 139-й стрелковой Рославльской Краснознамённой ордена Суворова дивизии (1943—1945).

## Биография
Родился 15 марта 1905 года в селе Палатово (ныне — центр Палатовского сельского поселения, Красногвардейский район, Белгородская область, Россия). Русский. В сельской школе получил начальное образование.

## Военная служба

### Довоенный период
«Детские и юношеские годы провёл в Сибири, куда в 1914 году переехал вместе с родителями» (Иван Николаевич Беляев «Почетным гражданином избран: почётные граждане городов, районов Смоленщины 1865—2008 : энциклопедический словарь», Смоленск, 2008. С. 280). 27 ноября 1927 года был призван в РККА Панкурушихинским РВК Западно-Сибирского края (сейчас Панкрушихинский район — в Алтайском крае) и зачислен курсантом в полковую школу 5-го Амурского полка 2-й Приамурской стрелковой дивизии, после окончания обучения с ноября 1928 года служил в том же полку помощником командира взвода и старшиной полковой школы. В его составе в 1929 году участвовал в боях на КВЖД, в том числе три раза был в секретных операциях. Приказом РВС № 864—1930 г. за боевые отличия награждён орденом Красного Знамени.
В октябре 1930 года командирован в город Иркутск на ускоренные одногодичные курсы подготовки командиров пехоты, после возвращения в полк служил командиром взвода и врид командира роты. В 1932 г. вместе с полком совершил т. н. «Ледяной поход Хабаровск — Николаевск-на-Амуре», за отличную работу во время марша был награждён огнестрельным оружием (маузер). С июля 1935 года был командиром роты и врид командира 15-го отдельного горнострелкового батальона Нижне-Амурского УРа. С 22 ноября 1937 года по 25 сентября 1939 года проходил подготовку на курсах «Выстрел», затем был переведён слушателем в Военную академию им. М. В. Фрунзе (окончил в мае 1941 г.).

### Великая Отечественная война
11 июля 1941 года назначен начальником 1-го (оперативного) отделения штаба 298-й стрелковой дивизии. С 24 июля дивизия находилась в резерве Ставки ВГК, затем в сентябре была включена в 13-ю армию Брянского фронта и вступила в бой в районе посёлка Ямполь. В связи с тем что штаб и командование на четыре дня опоздали к месту боя, майору Кириллову лично пришлось руководить действиями частей. За три дня боёв было освобождено семь населённых пунктов. С прибытием в дивизию штатного командира (полковник М. Е. Ерохин) по приказу командующего армией он принял командование сводным армейским отрядом (четыре батальона пехоты, два артиллерийских дивизиона, танковая рота и другие спецчасти). В начале октября отряд более 10 суток вёл успешные бои при отражении атак 2-й немецкой танковой группы. В ходе их Кириллов был тяжело ранен и вынесен с поля боя бойцами. В дальнейшем с остатками отряда в составе армии выходил из окружения. 21 ноября отряд вышел к городу Тула.
В декабре Кириллов вступил в должность начальника 1-го (оперативного) отделения штаба 160-й стрелковой дивизии, которая вела бои на подступах к Наро-Фоминску. В начале января 1942 года она была передана 33-й армии Западного фронта и участвовала в Ржевско-Вяземской наступательной операции, в освобождении города Верея и преследовании противника в направлении на Износки и Вязьму. В феврале противник сильными контрударами отрезал часть сил армии от основных сил Западного фронта. Приказом командующего армией генерал-лейтенанта М. Г. Ефремова подполковник Кириллов был назначен командиром отдельного армейского отряда, предназначенного для выполнения задачи по прикрытию отхода войск армии из района Шпырёвского леса на юго-восток за реку Угра. В этих боях он был дважды ранен, но продолжал руководить отрядом. После гибели командарма М. Г. Ефремова лично докладывал командующему войсками фронта генералу армии Г. К. Жукову о боевых действиях частей 33-й армии. 28 апреля вышел к частям 4-го воздушно-десантного корпуса и партизанским отрядам майора Жабо и Белова. После передачи им личного состава отряда и вооружения самолётом вывезен в тыл. За боевые отличия комиссар 113-й стрелковой дивизии представил Кириллова к ордену Ленина. 9 июля 1942 года Приказом по войскам Западного фронта № 0761 начальник 1-го отдела штаба 160-й стрелковой дивизии подполковник Кириллов награждён вторым орденом Красного Знамени.
10 июля 1942 года назначен командиром 28-й отдельной стрелковой бригады и воевал с ней в составе 5-й армии. В марте 1943 года полковник Кириллов с бригадой участвовал в Ржевско-Вяземской наступательной операции (1943 г.). С выходом к реке Днепр в районе города Дорогобуж передал её генерал-майору Г. М. Немудрову. 9 апреля 1943 года полковник Кириллов за ликвидацию в марте 1943 года вражеского плацдарма Ржев — Вязьма — Гжатск Указом Президиума Верховного Совета СССР был награждён орденом Кутузова II степени.
26 марта 1943 года назначен командиром 139-й стрелковой дивизии 50-й армии. С 25 апреля дивизия входила в 10-ю армию. С 11 по 25 августа 1943 года, участвуя в Спас-Деменской операции, дивизия под командованием Кириллова, прорвав оборону противника, прошла с боями 16 км, освободив 14 населённых пунктов, отразила десятки немецких контратак. В этих боях дивизией было уничтожено 3215 немецких солдат и офицеров, 28 танков, 3 самолёта, 22 орудия, 10 миномётных батарей, 129 различных пулемётов. Захвачено в плен 36 вражеских солдат и офицеров, а также большое количество оружия и военного имущества противника. 18 сентября 1943 года Приказом по войскам Западного фронта № 0905 полковник Кириллов награждён третьим орденом Красного Знамени.
Широко известная песня В. Е. Баснера на слова поэта М. Л. Матусовского «На Безымянной высоте» основана на действительных фактах из жизни 139-й стрелковой дивизии, которая впоследствии стала именоваться Краснознамённой ордена Суворова Рославльской стрелковой дивизией. У деревни Рубеженка (в наст. время Новые Холмы) Калужской области воинам дивизии установлен памятник-землянка.
25 сентября 1943 года в ходе Смоленско-Рославльской операции части 139-й стрелковой дивизии под командованием полковника Кириллова во взаимодействии с другими соединениями 10-й и 49-й армий овладели городом Рославль. 28 сентября 1943 года Указом Президиума Верховного Совета СССР Кириллов награждён орденом Суворова II степени, в этот же день Приказом Верховного Главнокомандующего № 25 139-й стрелковой дивизии было присвоено почётное наименование «Рославльская».
22 февраля 1944 года Кириллову присвоено воинское звание генерал-майор.
С 13 апреля 1944 года дивизия в составе 49-й армии 2-го Белорусского фронта успешно действовала в Белорусской, Могилёвской и Осовецкой наступательных операциях. 27-28 июня 1944 года 139-я стрелковая дивизия в бою при форсировании реки Днепр и освобождении города Могилёва успешно и умело выполнила боевой приказ, при этом генерал-майор Кириллов проявил личное мужество. 26 июня, выбив противника из населённого пункта Луполово в предместье города Могилёва на восточном берегу Днепра, немедленно на подручных средствах переправил через западный берег в город Могилёв стрелковые части и подразделения, которые, выбив немецкие войска из прибрежных укреплений и огневых точек и домов, расположенных на берегу Днепра, очистили от противника ряд кварталов города. Одновременно переправив через реку Днепр южнее Луполово один полк, выбил противника из сильных инженерных укреплений на южной и юго-западной окраине города и, быстро охватывая город в данных направлениях, к исходу дня завершил окружение Могилёвского гарнизона, соединившись с частями 238-й стрелковой дивизии. Обеспечил достаточный плацдарм на западном берегу, переправил туда часть артиллерии и к 21-30, 27 июня вёл бой в центре города. По завершении окружения в тесном взаимодействии с 238-й стрелковой дивизией 28 июня части дивизии решительным штурмом очистили Могилёв от противника, при этом была полностью разгромлена 12-я пехотная дивизия вермахта, личный состав которой частично был пленён, а остальной уничтожен. В бою за Могилёв частями дивизии захвачено в плен 33 немецких офицера, в том числе командир дивизии генерал-лейтенант Рудольф Бамлер, 713 унтер-офицеров и солдат, убито 23 офицера, 1674 унтер-офицеров и солдат. Захвачены трофеи: 7 складов боеприпасов, 28 складов продовольствия и военного имущества, 2 самоходных орудия, 129 автомашин, 68 орудий, 21 миномёт, 345 лошадей. На протяжении всего боя Кириллов находился на решающих участках боя, лично руководя боевыми операциями. 4 июля 1944 года командиром 121-го стрелкового корпуса генерал-майором Смирновым Кириллов был представлен к званию Героя Советского Союза. Данное представление поддержал командующий 50-й армии генерал-лейтенант Болдин, но Военный Совет 2-го Белорусского фронта генерал-полковник Захаров и генерал-лейтенант Мехлис не согласились с этим решением. 6 июля 1944 года Указом Президиума Верховного Совета СССР Кириллов награждён орденом Ленина. За бои при форсировании рек Проня и Днепр, прорыв сильно укреплённой обороны противника и овладение городами Могилёв, Шклов и Быхов 139-я стрелковая дивизия была награждена орденом Красного Знамени (10.07.1944), а за овладение г. Осовец — орденом Суворова 2-й ст. (01.09.1944).
С января 1945 года части дивизии принимали участие в Восточно-Прусской и Восточно-Померанской наступательных операциях. В период наступательных боёв 1945 года 139-я стрелковая дивизия прошла с боями более 250 км. Начав наступление 20 января 1945 года, дивизия под командованием генерал-майора Кириллова, преодолевая упорное сопротивление противника, ломая его коммуникации и нанося сильные концентрированные удары, добивалась успеха в боях. Кириллов в боях показал исключительное мужество. Всегда находясь на наблюдательных пунктах во время боя, дерзко вмешивался в ход боя, навязывая свою волю противнику, смелым манёвром и дерзкими ударами опрокидывал противостоящего противника и добивался успехов. Правильно организовывая взаимодействие частей, умело принимая решения и самоотверженно работая в управлении боями, обеспечил успех дивизии и соседей при взятии городов Черск, Берент,  Олива, Данциг. В боях за город Данциг Кириллов, твёрдо держа в руках управление боем, обеспечил правильное развитие боя и, действуя в центре корпуса, его дивизия одной из первых ворвалась в предместье Данцига — город  Олива, а затем, преследуя противника, ворвалась в Данциг и в течение 3-х суток вела бои по ликвидации гарнизона противника, при этом уничтожила 1155 и взяла в плен 245 немецких солдат и офицеров, захватила 14 орудий, 21 пулемёт, 107 автомашин и другие трофеи. При ликвидации Данцигской вражеской группировки во время боя Кириллов был тяжело ранен и эвакуирован в госпиталь. 31 марта 1945 года на посту командира 139-й стрелковой дивизии Кириллова заменил полковник Огиенко.
14 мая 1945 года Приказом по войскам 2-го Белорусского фронта № 0509 Кириллов награждён орденом Отечественной войны I степени.
За время войны комдив Кириллов был 9 раз персонально упомянут в благодарственных в приказах Верховного Главнокомандующего.

### Послевоенное время
В конце августа 1945 года генерал-майор Кириллов назначен в распоряжение Управления спецзаданий Генштаба Красной армии.
В сентябре 1946 года назначен заместителем начальника разведывательного факультета Военной академии им. М. В. Фрунзе, с ноября 1947 года занимал должности старшего преподавателя по оперативно-тактической подготовке и тактического руководителя учебной группой, с марта 1950 года — старшего тактического руководителя кафедры общей тактики.
В феврале 1951 года назначен командиром 19-й отдельной гвардейской стрелковой бригады МВО.
С октября 1953 года командовал 38-й гвардейской стрелковой дивизией МВО.
С ноября 1954 по ноябрь 1955 года находился на ВАК при Высшей военной академии им. К. Е. Ворошилова, затем был назначен заместитель командира 9-го гвардейского стрелкового корпуса БВО.
С июня 1956 года исполнял должность начальника Новочеркасского суворовского военного училища.
31 января 1962 года генерал-майор Кириллов уволен в запас.
Жил в Москве, проводил большую работу по военно-патриотическому воспитанию молодёжи, возглавлял совет ветеранов 139-й стрелковой Рославльской Краснознамённой ордена Суворова дивизии.
Умер в декабре 1993 года. Похоронен в Москве на Пятницком кладбище.

## Награды
СССР
- два ордена Ленина (21.07.1944[6], 20.04.1953[7])
- четыре ордена Красного Знамени (1930[1], 09.07.1942[8], 18.09.1943[9], 24.06.1948[7])
- орден Суворова II степени (28.09.1943)[10]
- орден Кутузова II степени (09.04.1943)[11]
- два ордена Отечественной войны I степени (14.05.1945[12], 06.04.1985[13][14])
- орден Красной звезды (03.11.1944)[7]
- Медали СССР в том числе:
  - «XX лет Рабоче-Крестьянской Красной Армии» (1938)
  - «За оборону Москвы» (25.11.1944)[15]
  - «За оборону Киева»
  - «За Победу над Германией в Великой Отечественной войне 1941—1945 гг.»
  - «За взятие Кенигсберга»
  - «Ветеран Вооружённых Сил СССР»

Приказы (благодарности) Верховного Главнокомандующего, в которых отмечен И. К. Кириллов.
- За форсирование реки Днепр и за овладение важным узлом коммуникаций и мощным опорным пунктом обороны немцев на могилевском направлении — городом Рославль. 25 сентября 1943 года № 25
- За форсирование реки Проня западнее города Мстиславль. 25 июня 1944 года № 117
- За овладение городом и оперативно важным железнодорожным узлом Орша — мощным бастионом обороны немцев, прикрывающим минское направление. 27 июня 1944 года № 121
- За участие в боях по освобождению города и крепости Осовец — мощного укреплённого района обороны немцев на реке Бобр, прикрывающего подступы к границам Восточной Пруссии. 14 августа 1944 года № 166
- За овладение городом и крепостью Остроленка — важным опорным пунктом обороны немцев на реке Нарев. 6 сентября 1944 года № 184
- За освобождение города и крепости Ломжа — важного опорного пункта обороны немцев на реке Нарев. 13 сентября 1944 года № 186
- За овладение городом Черск — важным узлом коммуникаций и сильным опорным пунктом обороны немцев в северо-западной части Польши. 21 февраля 1945 года. № 283
- За овладение городами Бытув (Бютов) и Косьцежина (Берент) — важными узлами железных и шоссейных дорог и сильными опорными пунктами обороны немцев на путях к Данцигу. 8 марта 1945 года. № 296
- За овладение городом и крепостью Гданьск (Данциг) — важнейшим портом и первоклассной военно-морской базой немцев на Балтийском море. 30 марта 1945 года. № 319

Других государств
- Кавалер рыцарского ордена «Виртути Милитари» (ПНР) (1945)
- Медаль «За Одру, Нису и Балтику» (ПНР)

## Почётный гражданин
- города Могилёва (23 апреля 1975) — «за активное участие в освобождении Могилева от немецко-фашистских захватчиков в июне 1944 г.»
- города Рославля (Смоленская область) — «за активное участие в освобождении Рославля от немецко-фашистских захватчиков в сентябре 1943 г.»